# Augustín Fischer-Colbrie
Augustín Fischer-Colbrie  (hongrois : Fischer-Colbrie Ágoston) fut évêque de Košice du 30 mai 1907 au 17 mai 1925. Il fut le seul évêque de Slovaquie en place avant la Première Guerre mondiale à être resté à son poste. Le nouveau gouvernement tchécoslovaque n'ayant pas demandé son remplacement car il était apprécié par les Slovaques comme par les Hongrois.